# ダンバー数

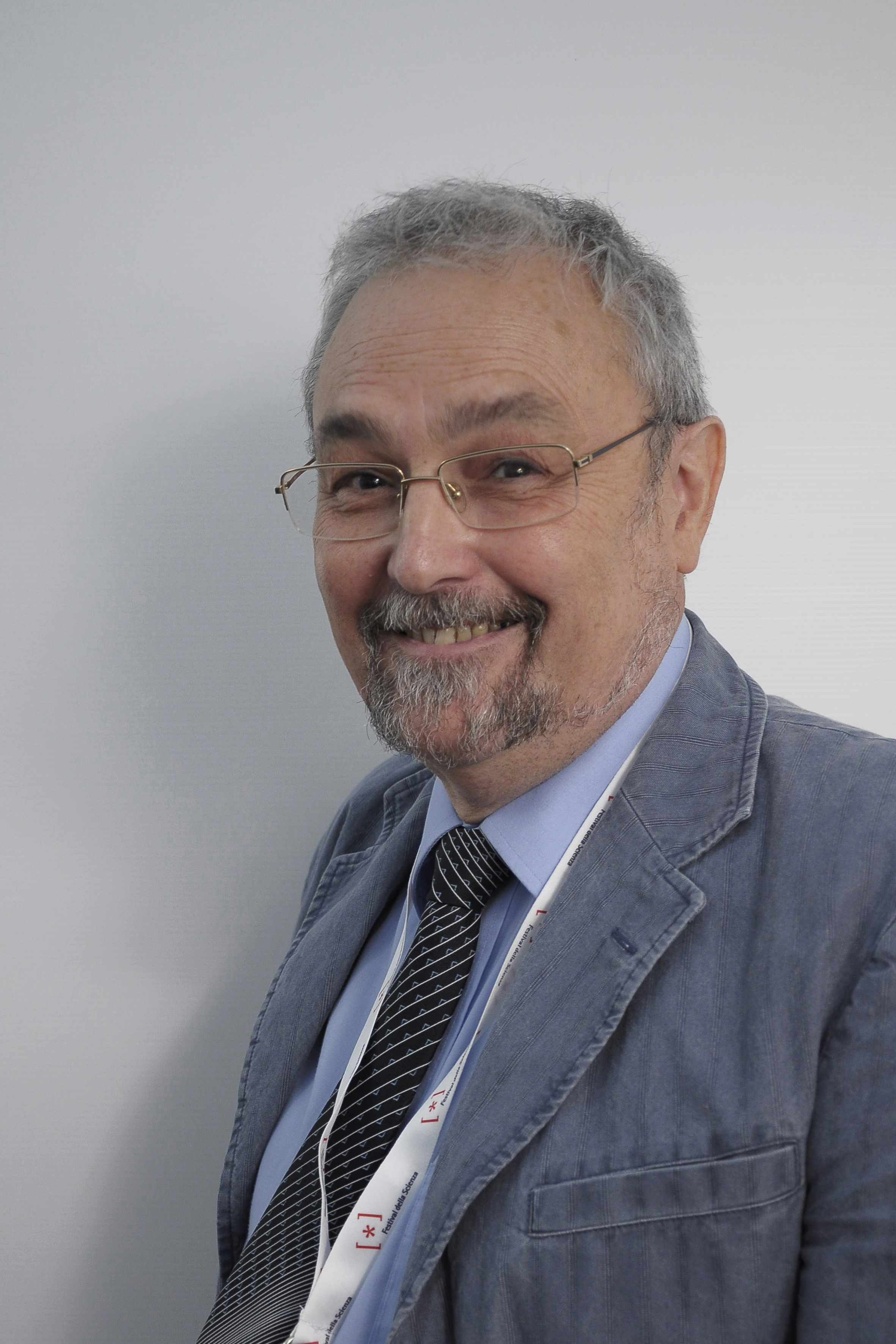
ロビン・ダンバー

ダンバー数（ダンバーすう、英: Dunbar's number）とは、人間が安定的な社会関係を維持できるとされる人数の認知的な上限である。ここでいう関係とは、ある個人が、各人のことを知っていて、さらに、各人がお互いにどのような関係にあるのかをも知っている、というものを指す。
ダンバー数は、1990年代に、イギリスの人類学者であるロビン・ダンバーによって初めて提案された。彼は、霊長類の脳の大きさと平均的な群れの大きさとの間に相関関係を見出した。ダンバーは、平均的な人間の脳の大きさを計算し、霊長類の結果から推定することによって、人間が円滑に安定して維持できる関係は150人程度であると提案した。
ダンバーはこれについて、「もしあなたがバーで偶然出会って、その場で突然一緒に酒を飲むことになったとしても、気まずさを感じないような人たちのことだ」というように噛み砕いて説明している。
ダンバー数を超えると、大抵の場合で、グループの団結と安定を維持するためには、より拘束性のある規則や法規や強制的なノルマが必要になると考えられている。ダンバー数については、150という値がよく用いられるが、100から250の間であろうと考えられている。
ダンバー数とは、知り合いであり、かつ、社会的接触を保持している関係の人の数のことである。社会的交流が途絶えた知人についてはその数に含まれず、また、知っているが持続的社会関係を欠く相手も含まれない。このような知人の数は、ダンバー数よりも遥かに大きな数になるのが普通であり、それは長期記憶容量の大きさに関係するであろう。
ダンバーは「この限界は、相対的な新皮質の容量の直接的な作用であり、これが集団の大きさを制限する。 新皮質の処理能力上の制限は、安定的な人間関係が維持される個体の数に直結する。」と理論づけている。ダンバー数の境界部分には、高校時代の友人など、もし再会すればすぐに交友関係が結ばれるであろう過去の同僚が含まれる。

## 研究の背景
霊長類学者の指摘によると、霊長類は高い社会性を有するため、一般的には社会的グルーミングによって、社会集団の他のメンバーと個人的な結びつきを維持しているはずだと考えられている。そのような社会的集団は、彼らが属する集団全体の中で防衛的な徒党として機能する。一頭の霊長類が把捉できる社会集団のメンバー数は、新皮質の容量によって上限が決められるようである。
1992年、ダンバーは人間の集団の大きさを推定するために、人間以外の霊長類から観察できる相関関係を利用した。38種類の霊長類のデータから回帰方程式を用いて、人間の平均的な集団の大きさは148(四捨五入して150とされる)であると、ダンバーは推定した。この結果についてダンバーは、大きな誤差測定(100～230の95％信頼区間)があるため、試験的な数値であるとしている。
そして、ダンバーはこの推定値を実際に観察できる人間集団の数と比較した。現在の平均的な人間の新皮質の容量は、更新世である約25万年前には発達していたという推定に立ち、ダンバーは、人類学と民族誌学の文献を調査し、様々な狩猟採集社会の人口調査などから集団数についての情報を得た。そのような狩猟採集社会は、現存する社会集団の中では、更新世の社会に最も近い存在であろうと人類学者は位置付けている。ダンバーは諸集団を小中大の三つの集団に分類することができると言う。それらはbands、cultural lineage groups、tribesに相当し、それぞれの集団数は30～50、100～200、500～2500であるとする。
ダンバーによる村落と部族の大きさについての調査もまた、この予測値に近似していることを示している。例えば、新石器時代の農村の規模の推定値は150、フッター派の定住場所が分割する時の人数は150、学術上の一つの専門分野における学者の数の上限は200、古代ローマと16世紀以降から現代までの正規軍の基本的な単位は150、中隊の適切な大きさとされる数、などの事例がある。
平均150という数字が成立するのは、密集によって高い利益を得られる集団のみに限られると、ダンバーは主張している。そのような大きさの集団の団結を維持するためには、集団全体の42％もの時間を社会的グルーミングに費やす必要があると、ダンバーは推定している。具体的には、自給自足の村落、遊牧民、古代の軍制など、厳しい生存圧に曝されている集団のみが、平均150という値に到達している。さらにダンバーは、そのような集団は、ほぼすべての場合において、物理的に密接していると指摘する。「集団数の上限は、社会的な分散の度合いに左右されると推測できるだろう。分散度の高い社会においては、個々が接触する機会は少なく、そのため互いの親密さも低減し、その結果として、集団数は小さなものになるはずである。」そのため、厳しい環境や経済的な圧力など、明瞭な必要性が存在する場合にのみ上限150の集団は成立する。
ダンバーは、『ことばの起源』の中で、言語は「安価な」社会的グルーミングの手段として出現し、それによって原始人は社会的団結の維持を効率良く行えるようになったという説を提案している。ダンバーの推測によると、仮に言語がないとすれば、全体の半分近くの時間を社会的グルーミングに割く必要があり、このような状況では生産性のある協力的な行為はほぼ不可能になるだろう。言語は、物理的あるいは社会的な親密さに必要となる経費を低減しながら、社会の団結を維持することを可能にしたのであろう 。
この結果は、社会脳仮説の数学的定式化によって確認されている。これが示すところによると、言語によって初めて可能になる複雑なコミュニケーションなくして、脳の容量の増加が大きな集団につながったという状況は起こりえないとされる。
ダンバー数は、人類学や進化心理学や統計学や企業経営の分野でも研究の対象になっている。例えば、ソーシャルソフトウェアの開発者も、プログラムが処理すべきソーシャルネットワークの大きさを知る必要があるため、ダンバー数に注目している。また、現代の軍隊でも、部隊の団結や士気の維持向上に関する方策の裏付けあるいは反駁（）のために、軍の心理学者らはそのようなデータを集めている。最近の研究では、ダンバー数は、オンラインソーシャルネットワーク
 
や携帯電話などのコミュニケーションネットワークにも適用できるとしている。

## 別の数値
人類学者のH. Russell Bernard とPeter Killworth とその協力者らは、アメリカ合衆国において幾つかの実地調査を行い、その結果、ダンバー数の約2倍に相当する平均290という推定値を見出した。高値側に分布の分散があったために、中央値はやや低く231であったが、この数値でも明らかにダンバー数より大きい。人間の社会的ネットワークの最大限度についてのBernardとKillworthによる推測値は、複数の調査法による様々な集団を対象とした数多くの実施調査に基づいている。この数値は、複数の平均値を平均したものではなく、同一の結果が複数回得られている。しかしながらBernardとKillworthによる値は、ダンバー数程には知られていない。

## 批判
Philip Liebermanによると、30～50人規模の小規模集団(band societies)においては、原始的な農業もない状態で、栄養面における制約がどの程度の集団規模を維持できるかを限定している。大きな人の脳は類人猿の脳よりもエネルギーを消費するわけであり、150人程の集団は旧石器時代には生き残らなかったであろうと彼は主張している。人間の脳よりずっと小さくても、さらには哺乳類の脳でも、社会的関係を維持できることは知られている。階級を持つ社会性昆虫は個々の地位を理解している（例えばアシナガバチは約80個体の社会を構成している）。また、単純な反応をプログラムされた仮想自律エージェントは、コンピュータシミュレーションで、霊長類学において "ape politics"と呼ばれるものを再現している。

## 普及
- 心理学者のデニス・フォックスは、1985年の"Psychology, Ideology, Utopia, & the Commons"という論文で、ダンバー数と類似した概念を提唱し、それは無政府状態、政治、コモンズの悲劇に適用できるとした[21]。
- マルコム・グラッドウェルは2000年に発表した有名な著書『ティッピング・ポイント』でダンバー数を論じている。グラッドウェルは、ゴアテックスのブランドで知られるWLゴア&アソシエイツの事例を挙げている。同社の経営陣は、試行錯誤の結果、150以上の従業員が一つの社屋で働いている場合、様々な社会的な問題が発生することを発見した。同社は、150人と150台分の駐車場所を上限とした社屋を建てるようにし、駐車場所が満杯になると、もう一つの150人用の社屋を建てた。ほとんど離れていない距離に建てられた社屋もある。また、同社は、open allocationの企業構造を持っていることでも知られている。
- ダンバー数はヴァーチャルコミュニティーの研究においても用いられている。特に、ウルティマオンラインといったMMORPGやFacebook[22](ダンバー自身、2010年にFacebookの調査を行った[3]。)やMySpace[23] などのソーシャルネットワークサービスがその例である。
- スウェーデンの税務当局は、2007年に、ダンバーの調査を参考にして、一つのオフィス当たり150人の職員を上限とする機能編成を計画した[24]。
- Cracked.comの編集者のデイビット・ウォンは2007年に"What is the Monkeysphere?" というユーモラスな記事でダンバー数を解説している[25]。
- 2012年のデイビット・ウォンによる小説”This Book is Full of Spiders”で、登場人物のマルコーニはデイビットに、ダンバー数の人間社会への影響を説く。マルコーニの説明によると、ダンバー数の限界が個人に与える影響によって、人種差別や外国人恐怖症、さらに個人が属する集団外の人々の痛苦への無関心といった現象を説明することができるという[26]。